# Rivière Batiscan
Rivière Batiscan är ett vattendrag i Kanada.   Det ligger i provinsen Québec, i den sydöstra delen av landet, 290 km öster om huvudstaden Ottawa.
Omgivningarna runt Rivière Batiscan är en mosaik av jordbruksmark och naturlig växtlighet. Runt Rivière Batiscan är det glesbefolkat, med 11 invånare per kvadratkilometer.